# 阿布·艾尤卜·穆哈吉尔
阿布·艾尤卜·穆哈吉尔（阿拉伯语：‎，1967年—2010年4月18日），又名阿布·艾尤卜·马斯里（‎），埃及人，扎卡维的继任者，2006年6月12日被任命为伊拉克基地组织领导人。2010年4月18日，與身為伊拉克伊斯蘭國埃米爾的阿布·奧馬爾·巴格達迪一同於萨拉赫丁省首府提克里特附近被美国和伊拉克联军击毙，後由阿布·貝克爾·巴格達迪繼任領導人，即日後正式建立伊斯兰国的首領。